# Гарбузова Вікторія Юріївна
 Гарбузова Вікторія Юріївна (нар. 2 березня 1971, Суми, УРСР) — український фізіолог і патофізіолог, завідувач лабораторії молекулярно-генетичних досліджень Сумського державного університету , професор кафедри фізіології і патофізіології з курсом медичної біології Сумського державного університету .

## Освіта і професійна діяльність
З 1978 по 1988 рік навчалася у загальноосвітній школі № 26 (м. Суми), яку закінчила з відзнакою. У 1993 році також з відзнакою закінчила природничий факультет  Сумського державного педагогічного інституту ім. А.С. Макаренка за спеціальністю «Біологія та хімія». 
У 2004 році захистила дисертацію на здобуття наукового ступеня кандидата біологічних наук на тему: «Експериментальні дані про роль пероксидного окиснення ліпідів у розвитку кальцинозу кровоносних судини, зумовленого гіпервітамінозом D» (спеціальність: 03.00.13 – Фізіологія людини і тварин). 
У 2013 році захистила дисертацію на здобуття наукового ступеня доктора біологічних наук на тему: «Роль системи  матриксного Gla-протеїну  (MGP) у розвитку склеротичних уражень  артерій та їх ускладнень (експериментальні й молекулярно-генетичні дослідження» (спеціальність: 14.03.04 – патологічна фізіологія). 
У 2015 році Вікторія Юріївна здобула вчене звання професор.

## Трудова діяльність
З 1993 по 2014 рік обіймала посади старшого лаборанта, асистента, старшого викладача, доцента кафедри фізіології і патофізіології з курсом медичної біології медичного інституту Сумського державного університету. З 2014 року по теперішній час Вікторія Гарбузова працює на посаді професора кафедри фізіології і патофізіології з курсом медичної біології Сумського державного університету.
З 2013 по 2015 рік виконувала обов’язки заступника директора медичного інституту з навчально-методичної роботи, з 2015 по 2016 ррік - обов’язки заступника директора медичного інституту з навчальної роботи.

## Наукова робота
Вікторія Гарбузова є ученицею українського патофізіолога Олександра Атамана. Під його керівництвом займалась вивченням ролі перекисного окиснення ліпідів у розвитку склеротичних уражень кровоносних судин. У 2009 році після відвідування відділу загальної та молекулярної патофізіології  Інституту фізіології імені О. О. Богомольця НАН України та знайомства з професором  Досенком Віктором Євгеновичем ініціювала створення лабораторії молекулярно-генетичних досліджень при Сумському державному університеті, завідувачем якої є по теперішній час. За останні роки Вікторією Юріївною та співробітниками лабораторії були проведені численні дослідження з вивчення ролі алельних поліморфізмів низки генів у розвитку  гострого коронарного синдрому, ішемічного інсульту, цукрового діабету та бронхіальної астми.
Професор Гарбузова є автором понад 150 наукових праць, автором та співавтором навчальних посібників з фізіології. Індекс Гірша за базою даних Scopus складає 5 (станом на початок 2019 року).
Значної уваги Вікторія Юріївна приділяє роботі з талановитою студентською молоддю. Під її керівництвом студенти 7 разів посідали перше місце, і 2 рази - друге місце на ІІ етапі Всеукраїнського конкурсу студентських наукових робіт за напрямами "Біологічні науки", "Теоретична медицина" та "Клінічна медицина". За ці успіхи професор Гарбузова двічі була відмічена Почесною грамотою Міністерства освіти України «За плідну роботу з обдарованою студентською молоддю» (2001 р., 2011 р.) та Почесною грамотою Департаменту освіти і науки Сумської обласної державної адміністрації «За значні досягнення в науковій, науково-методичній роботі, вагомий особистий внесок у підготовку фахівців, організацію та проведення наукової роботи серед студентської молоді та з нагоди Дня науки» (2016 р.)
Вікторія Юріївна є членом спеціалізованої вченої ради із захисту дисертацій Д 55.051.05 (спеціальність 14.03.01 «Нормальна анатомія» та 14.03.04 «Патологічна фізіологія»)  та членом редакційної колегії журналу клінічних та експериментальних медичних досліджень .

## Основні наукові статті
- Dubovyk Y.I., Harbuzova V.Y., Ataman A.V. G-1639A but not C1173T VKORC1 gene polymorphism is related to ischemic stroke and its various risk factors in Ukrainian population // BioMed Research International. – 2016. – V. 2016, Article number 1298198 [Архівовано 27 лютого 2017 у Wayback Machine.]
- Polonikov A.V., Ushachev D.V., Ivanov V.P., Churnosov M.I., Freidin M.B., Ataman A.V., Harbuzova V.Y., Bykanova M.A., Bushueva O.Y., Solodilova M.A. Altered erythrocyte membrane protein composition mirrors pleiotropic effects of hypertension susceptibility genes and disease pathogenesis // J. Hypertens. – 2015. – V. 33, No 11. – P. 2265–2277.  [Архівовано 24 березня 2017 у Wayback Machine.]
- Garbuzova V. Yu., Stroy D. A., Dosenko V. E., Obukhova O. A., Ataman O.V. Association of allelic polymorphisms of the matrix Gla-protein system genes with acute coronary syndrome in the Ukrainian population // Biopolymers and Cell. – 2015. – Vol. 31. N1. – P. 46–56.  [Архівовано 9 лютого 2017 у Wayback Machine.]
- Rozumenko I.A., Garbusova V.Y., Ataman Y.A., Polonikov A.V., Ataman A.V. K121Q Polymorphism of the ENPP1 gene is related to acute coronary syndrome in Ukrainian patients with normal but not enhanced body mass index // OnLine J. Biol. Sci. – 2014. – V.14 (4). – P. 271–276.  [Архівовано 27 лютого 2017 у Wayback Machine.]
- Garbuzova V. Yu., Polonikov A. V., Ataman Y. A., Mychaylova T. I., Obukhova O. A., Matlaj O. I., Ataman A.V. T-138C polymorphism of MGP gene is associated with blood plasma cholesterol levels but not related to other risk factors of atherosclerosis in patients with ischemic stroke. // Biopolymers and Cell. – 2014. – Vol. 30, N 1. – P. 47–53. [Архівовано 27 лютого 2017 у Wayback Machine.]
- Ataman A.V., Garbuzova V. Yu., Ataman Yu. A., Matlaj O. I., Obukhova O. A. Investigation of the MGP promoter and exon 4 polymorphisms in patients with ischemic stroke in the Ukrainian population // J. Cell Mol. Biol. – 2012. – Vol. 10, №1. – С. 19–26.  [Архівовано 27 лютого 2017 у Wayback Machine.]
- Garbuzova V.Y., Ataman A.V. Matrix Gla-protein and its role in vascular calcification // Int. J. Physiology Pathophysiology. – 2012. – V. 3, № 1. – P. 79–99.  [Архівовано 27 лютого 2017 у Wayback Machine.]
- Garbuzova V.Y., Gurianova V.L., Stroy D.A., Dosenko V.E., Parkhomenko A.N., Ataman A.V. Association of matrix Gla protein gene allelic polymorphisms (G–7→A, T–138→C and Thr83→Ala) with acute coronary syndrome in the Ukrainian population // Exp. & Clin. Cardiol. – 2012. – V. 17, № 1. – P. 30–33  [Архівовано 13 березня 2022 у Wayback Machine.]